# Барон сир Одон
Барон сир Одон (фр. Baron-sur-Odon) насеље је и општина у северној Француској у региону Доња Нормандија, у департману Калвадос која припада префектури Кан.
По подацима из 2011. године у општини је живело 841 становника, а густина насељености је износила 130,79 становника/km². Општина се простире на површини од 6,43 km². Налази се на средњој надморској висини од 84 метара (максималној 111 m, а минималној 25 m).

## Демографија
| 1962. | 1968. | 1975. | 1982. | 1990. | 1999. | 2011. |
| ----- | ----- | ----- | ----- | ----- | ----- | ----- |
| 267   | 313   | 446   | 579   | 616   | 625   | 841   |

График промене броја становника у току последњих година